# Stablemates
Stablemates is een Amerikaanse dramafilm uit 1938 onder regie van Sam Wood. Destijds werd de film in Nederland uitgebracht onder de titel Het beste paard van de stal.

## Verhaal
De voormalige veearts Tom Terry heeft een drankprobleem. Toch wordt hij aanbeden door de jonge Mickey, die ervan droomt om ruiter te worden. Tom geeft hem uit dankbaarheid advies over paardrijden.

## Rolverdeling
| Acteur            | Personage        |
| ----------------- | ---------------- |
| Wallace Beery     | Tom Terry        |
| Mickey Rooney     | Mickey           |
| Arthur Hohl       | Mijnheer Gale    |
| Margaret Hamilton | Beulah Flanders  |
| Minor Watson      | Barney Donovan   |
| Marjorie Gateson  | Mevrouw Shepherd |
| Oscar O'Shea      | Pete Whalen      |